# Aṣṭavināyaka
L'espressione sanscrita Aṣṭavināyaka (devanagari: अष्टविनायक), con grafia inglese Ashtavinayaka, significa letteralmente "gli otto Gaṇeśa" e si riferisce agli otto templi nello stato indiano del Maharashtra, situati attorno a Pune, che ospitano otto distinte statue di Gaṇeśa, in una sequenza precedentemente accertata. Il termine si riferisce anche al peregrinaggio che si compie presso questi otto templi.
Ognuno di questi templi possiede la propria mitologia e la propria storia, e si distinguono l'uno dall'altro per i propri idoli posti nel tempio.
La posizione di ogni idolo differenzia ulteriormente tutti i templi fra loro.

## Gli otto templi
Gli otto templi di Aṣṭavināyaka, in ordine di importanza religiosa, sono:
1. Tempio di Moreshwar, Moregaon
2. Tempio di Siddhivinayak, Siddhatek
3. Tempio di Ballaleshwar, Pali
4. Tempio di Varadavinayak, Mahad
5. Tempio di Chintamani, Theur
6. Tempio di Girijatamak, Lenyandri
7. Tempio di Vighnahar, Ozar
8. Tempio di Mahaganapati, Ranjangaon

Alcune di queste statue sono chiamate effigi Swayambhu, che in sanscrito significa "non create", indicando in questo modo il fatto che esse non sono state costruite dall'uomo ma sono esistite da sempre in natura nel loro aspetto presente.

### Moreshwar

#### Storia
Questo è il tempio più importante dell'intero pellegrinaggio.
Il tempio, costruito in pietra nera durante il regno Bahamani, ha quattro entrate.
Si crede che Gaṇeśa, a cavallo di un pavone, sotto le sembianze di Mayureshwara sia stato ucciso nel luogo dove si trova il tempio dal demone Sindhu. La statua del dio, con il busto rivolto verso sinistra, ha un cobra (Nagaraj) posto di fronte a lui a mo' di protezione. 
Tuttavia quello presente ora nel tempio non è l'idolo originale -che si dice essere stato consacrato due volte da Brahma, prima e dopo essere stato distrutto dal demone Sindhurasur. L'idolo originale, più piccolo per dimensioni e fatto di sabbia, ferro e diamanti fu probabilmente rinchiuso in una cornice di piombo dai Pandava e posto dietro a quello che viene usualmente venerato.

#### Ubicazione
Il tempio è situato a circa 56 kilometri da Pune, vicino al fiume Kara nel villaggio di Moregoan. Quest'ultimo deriva il suo nome dal nome Marathi del pavone - emblema nazionale dell'India; in esso si coltivava l'usanza in passato di tenere questi animali in libertà, ed il villaggio stesso è costituito in maniera da avere una forma somigliante appunto ad un pavone.

### Siddhivinayak
Si ritiene che il dio Visnù abbia sconfitto i demoni Madhu e Kaitab dopo essersi propiziato qui il favore di Gaṇeśa.
Questa è l'unica statua con la proboscide rivolta a destra.
Questo tempio è situato fuori l'autostrada Pune-Solapur a circa 48 km dalla città di Srigonda, nei pressi del fiume Bhima.

### Ballaleshwar
La leggenda vuole che Gaṇeśa abbia salvato in questo luogo il suo devoto figlioccio, Ballala, che era stato picchiato dai suoi compaesani del villaggio per la sua eccessiva devozione al dio.
Il tempio si affaccia a oriente ed ha due santuari. L'atrio, supportato da otto colonna squisitamente intagliate merita la stessa attenzione dell'idolo del santuario, che siede su un trono a forma di albero di cipresso.
Il tempio è situato nella città di Pali a circa 11 kilometri prima di Nagothane lungo l'autostrada Mumbai-Goa.

### Varadavinayak
Si dice che Gaṇeśa dimori in questo tempio in forma di Varada Vinayaka, il dispensatore di ricchezza e successo. L'idolo si trova in un vicino lago nel quale è immerso. Esso è rivolto verso oriente, ed il tronco è orientato a sinistra ed è sempre illuminato da una lampada ad olio che si dice bruci ininterrottamente sin dal 1892.
Questo è l'unico tempio in cui ai devoti è permesso tributare personalmente la loro devozione ed il loro omaggio all'idolo. Ad essi è infatti concesso di stare nelle immediate vicinanze dell'idolo e rivolgergli direttamente le loro preghiere devozionali.
Il tempio si trova a circa 3 kilometri fuori l'autostrada Pune-Mumbai vicino Khopoli (a 80 km da Pune).

### Chintamani
Si crede che Gaṇeśa abbia fatto dono del prezioso gioiello Chinatamani al saggio Kapila in questo luogo.
Il tempio è situato a 22 km da Pune, fuori l'autostrada Pune-Solapur. Il villaggio di Theur si trova alla confluenza dei tre maggiori fiumi della regione, il Mula, il Mutha ed il Bhima.